# Erstbesteigung
Die Erstbesteigung ist die erste Ersteigung eines sehr hohen und/oder schwer zu besteigenden Berges, wobei der Gipfel erreicht werden muss. Der Gipfelerfolg ist zu dokumentieren (siehe auch Erstbegehung).

## Erste Bergbesteigungen im Mittelalter

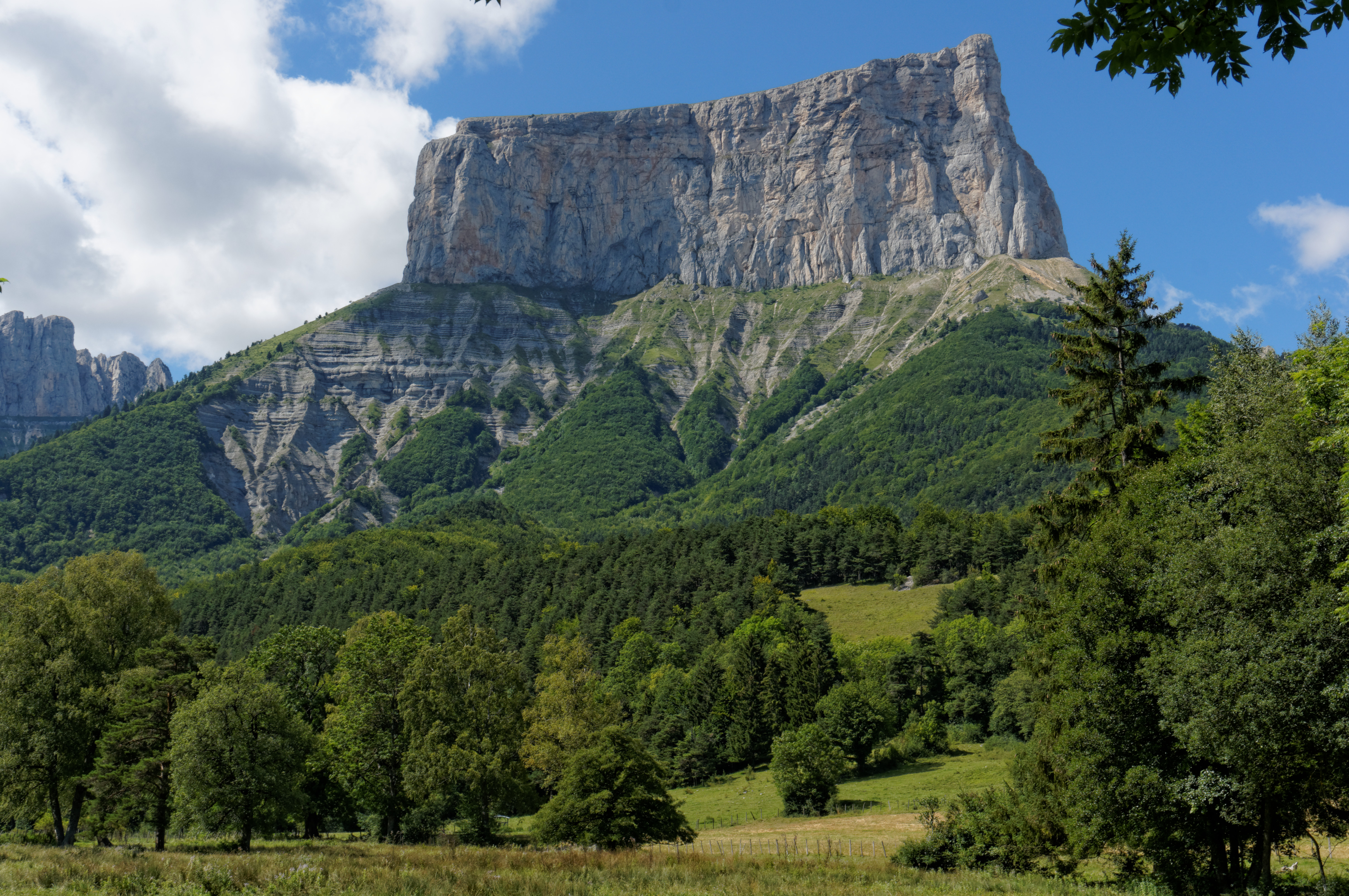
Mont Aiguille, aufgenommen von Ruthière aus

Die ersten Belege für Erstbesteigungen stammen aus dem Spätmittelalter; der italienische Dichter Francesco Petrarca bestieg am 26. April 1336 gemeinsam mit seinem jüngeren Bruder und zwei Dienern den Mont Ventoux. Diese Besteigung gilt als Geburtsstunde des Alpinismus. Zum ersten Mal wurde die Besteigung eines Berges dokumentiert. Am 26. Juni 1492 erreichten Antoine de Ville und mehr als zehn weitere Expeditionsteilnehmer kletternd und mit Hilfe von Leitern den Gipfel des Mont Aiguille.

## Periode der geführten Erstbesteigungen

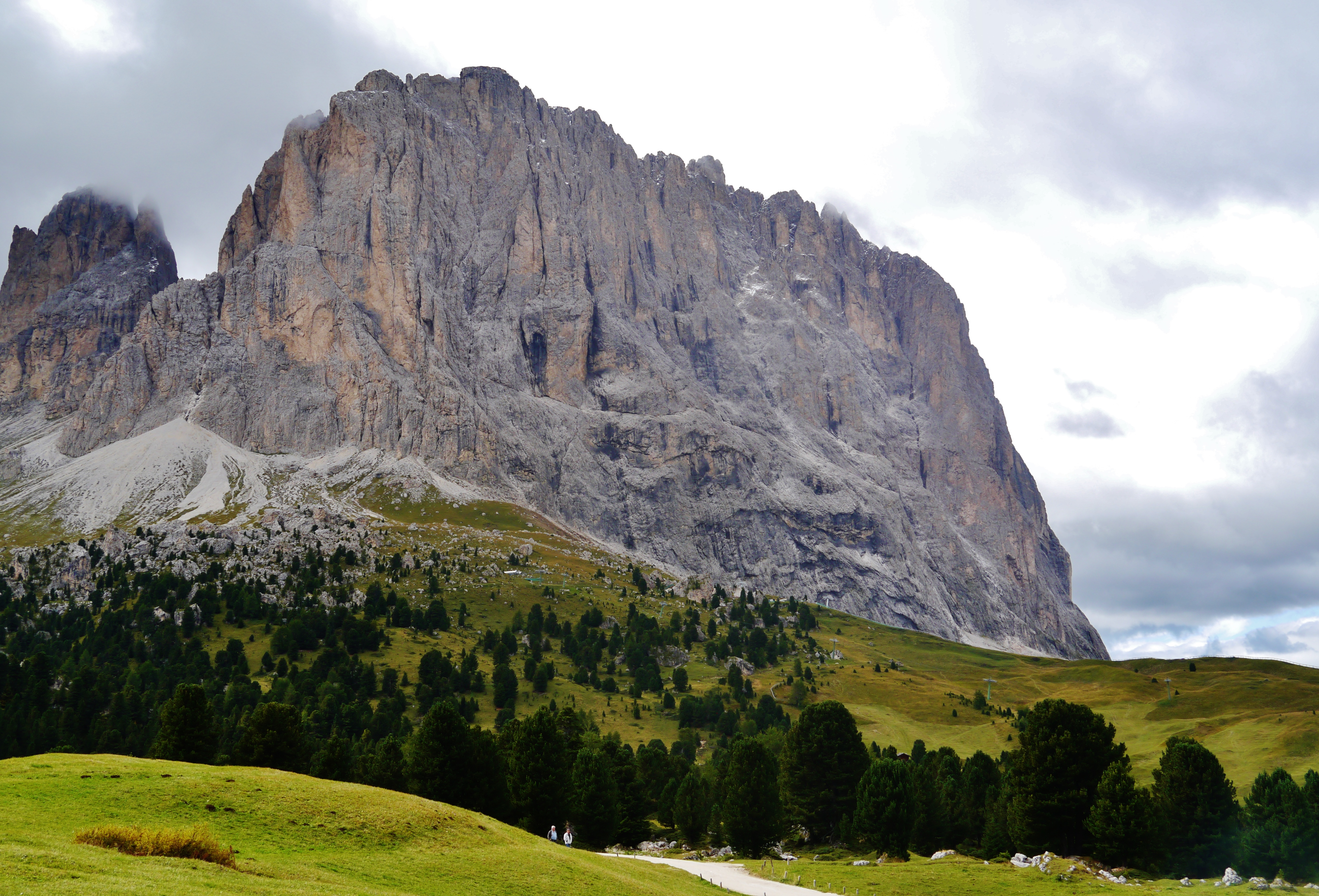
Langkofel, aufgenommen kurz vor dem Sellapass

Die Erstbesteigung der wichtigsten Alpengipfel begann eher aus wissenschaftlichen als aus sportlichen Beweggründen mit der Erstbesteigung des Mont Blanc am 8. Juni 1786 durch den Kristallsucher Jacques Balmat und den Arzt Michel-Gabriel Paccard, was als Initialzündung des modernen Alpinismus gewertet wird. Dem Gipfelerfolg gingen mehrjährige Vorbereitungsexpeditionen und das erste Biwak von Balmat auf dem Gletscher voraus. Zu Beginn bis Mitte des 19. Jahrhunderts waren die Erstbesteiger häufig wohlhabende Personen, die sich von lokalen Führern auf die Gipfel führen ließen. Erstbesteigungen dieser Zeit gingen lange Vorbereitungen und eine gründliche Erkundung des Gebietes sowie ein Auskundschaften der Route durch die lokale Führer voraus. In diese Phase gehören auch die Erstbesteigungen der schwierigen Dolomitengipfel des Langkofels und der Großen Zinne durch Paul Grohmann, geführt durch Franz Innerkofler. Ein eher sportlicher und von Konkurrenzkampf geprägter Aspekt einer Erstbesteigung erfolgte mit der Erstbesteigung des Matterhorns am 14. Juli 1865 durch die 7er-Seilschaft Edward Whymper, Michel Croz, Charles Hudson, Lord Francis Douglas und Robert Hadow. Die Gruppe wurde geführt durch die Zermatter Bergführer Peter Taugwalder (Vater) und Peter Taugwalder (Sohn). Diese Besteigung wird häufig als Ende der Periode der geführten Touren und der Erstbesteigungen der bedeutendsten Alpengipfel bezeichnet.

## Periode der führerlosen Erstbesteigungen

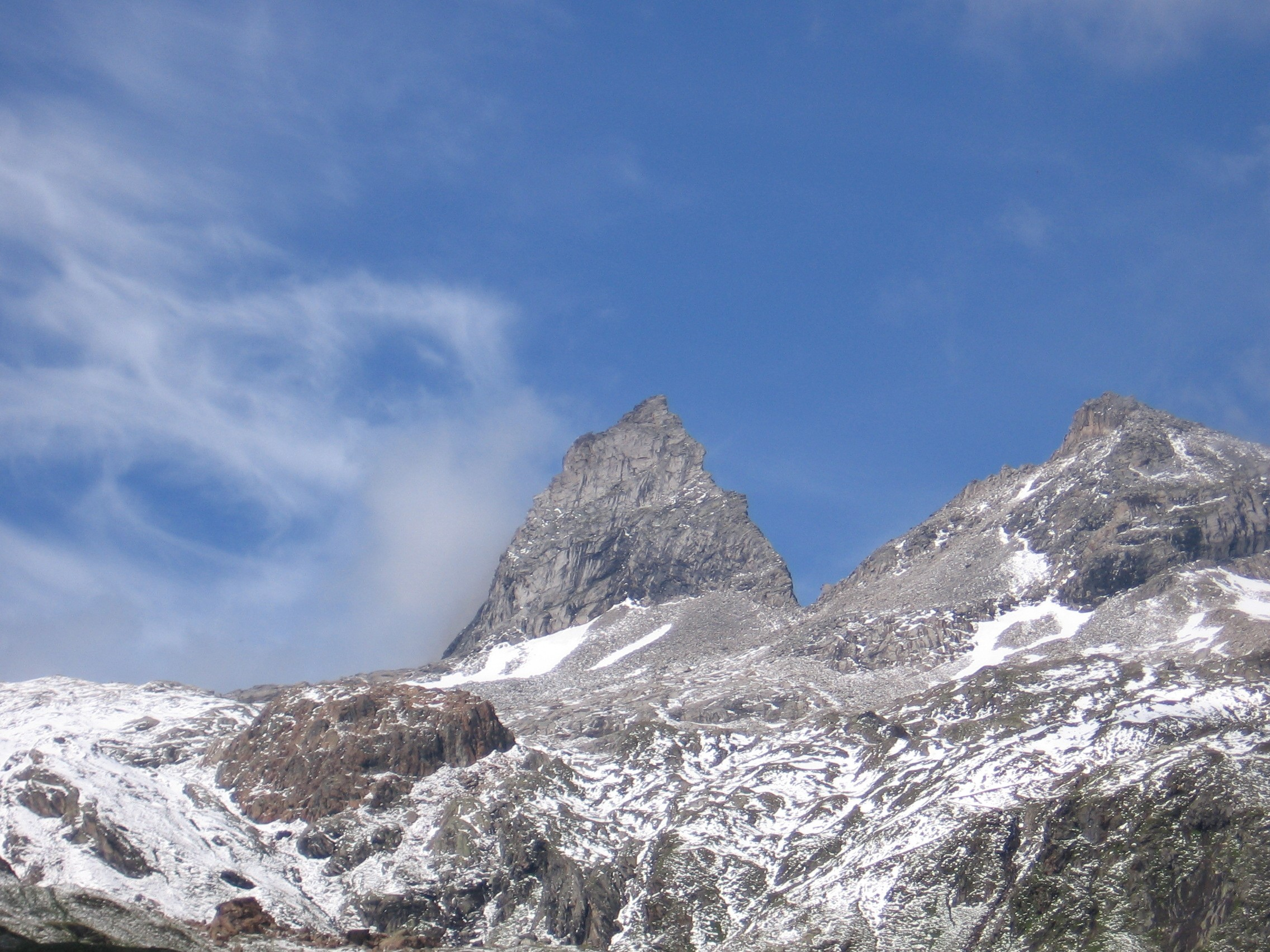
Zsigmondyspitze

Mit Hermann von Barth änderte sich das Selbstverständnis der Bergsteiger. Nach einer geführten Tour auf den Watzmann im Jahre 1868 kam er zu dem Schluss, er wolle sich nicht „wie eine Kuh am Seil“ herumführen lassen. Sein Buch „Aus den nördlichen Kalkalpen“ beeinflusste nachhaltig das führerlose Bergsteigen im deutschsprachigen Raum. Barth ist vor allem als Erschließer des Karwendels bekannt. Er bestieg im Sommer 1870 als Alleingänger erstmals u. a. die Kaltwasserkarspitze, Lalidererspitze, Große Seekarspitze und die Grubenkarspitze. Otto und Emil Zsigmondy bestiegen 1879 nur wegen der zu erwarteten Schwierigkeiten den nach ihnen benannten Gipfel im Zillertal (Zsigmondyspitze). Am 18. August 1899 erreichten die Österreicher Otto Ampferer und Karl Berger den Gipfel der Guglia di Brenta mit Hilfe künstlicher Hilfsmittel (Haken), den bis dahin schwierigsten Alpengipfel. Diese Route gilt heute als Normalweg und ist mit UIAA V bewertet.

## Zu den höchsten Gipfeln der Welt

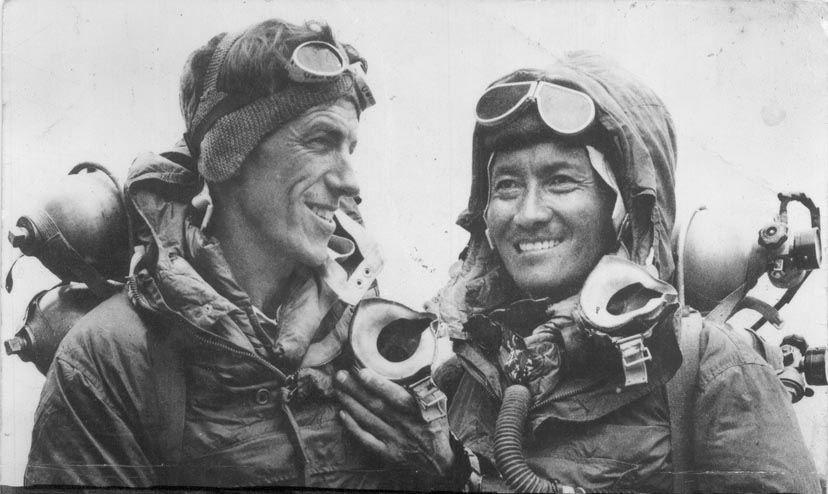
Edmund Hillary and Tenzing Norgay

Die erste Besteigung der Achttausender glich planmäßig organisierten Expeditionen. Trägerkolonnen brachten alles Material in das Basislager, von wo aus, mit mehreren, fest eingerichteten Hochlagern, der Gipfelanstieg erfolgte. Alle schwereren Passagen wurden mit Seilen ausgestattet. Diese Besteigungsmethode wird Expeditionsstil genannt. Als erster 8000er wurde am 3. Juni 1950 die Annapurna (8091 m) von Maurice Herzog und Louis Lachenal bestiegen. Besonders die erste Besteigung des Mount Everest mit seinen 8848 m durch Edmund Hillary und Tenzing Norgay ging in die Geschichtsbücher als die Eroberung des „dritten Pols“ ein. Als letzter Achttausender wurde am 2. Mai 1964 die in Tibet liegende Shisha Pangma (8027 m) von einer chinesischen Expedition von Hsu Ching, Chang Chun-yen, Wang Fu-zhou, Chen San, Cheng Tien-liang, Wu Tsung-yue, Sodnam Doji, Migmar Trashi, Doji und Yonten bestiegen.
Bezüglich der Erstbesteigung des Mount Everest gibt es eine immer noch andauernde Diskussion, ob nicht bereits 1924 George Mallory und Andrew Irvine den Gipfel erreichten. Von diesem Versuch kehrten sie jedoch nicht zurück. 1999 wurden die Überreste von George Mallory entdeckt, sein Fotoapparat jedoch nicht.
| Namen des Berges | Datum der Erstbesteigung | Herkunftsland der Expedition | Erstbesteiger |
| Mount Everest    | 29.05.1953               | Vereinigtes Königreich       | Edmund Hillary (NZ), Tenzing Norgay (Ind)                                                                                   |
| K2               | 31.07.1954               | Italien                      | Achille Compagnoni, Lino Lacedelli                                                                                          |
| Kangchendzönga   | 25.05.1955               | Vereinigtes Königreich       | George Band, Joe Brown |
| Lhotse           | 18.05.1956               | Schweiz                      | Fritz Luchsinger, Ernst Reiss                                                                                               |
| Makalu           | 15.05.1955               | Frankreich                   | Jean Couzy, Lionel Terray                                                                                                   |
| Cho Oyu          | 19.10.1954               | Österreich                   | Josef Jöchler, Herbert Tichy, Pasang Dawa Lama (Nep/Sh)                                                                     |
| Dhaulagiri       | 13.05.1960               | Schweiz                      | Kurt Diemberger (A), Peter Diener (Ger), Ernst Forrer, Albin Schelbert, Nawang Dorje (Nep/Sh), Nima Dorje (Nep/Sh)          |
| Manaslu          | 09.05.1956               | Japan                        | Toshio Imanishi, Gyalzen Norbu (Ind/Sh)                                                                                     |
| Nanga Parbat     | 03.07.1953               | Österreich, Deutschland      | Hermann Buhl (A) |
| Annapurna        | 03.06.1950               | Frankreich                   | Maurice Herzog, Louis Lachenal                                                                                              |
| Gasherbrum I     | 05.07.1958               | Vereinigte Staaten           | Andrew J. Kauffman, Peter K. Schoening                                                                                      |
| Broad Peak       | 09.06.1957               | Österreich                   | Hermann Buhl, Kurt Diemberger, Marcus Schmuck, Fritz Wintersteller                                                          |
| Gasherbrum II    | 07.07.1956               | Österreich                   | Josef Larch, Fritz Moravec, Johann Willenpart                                                                               |
| Shishapangma     | 02.05.1964               | Volksrepublik China          | Hsu Ching, Chang Chun-yen, Wang Fu-zhou, Chen San, Cheng Tien-liang, Wu Tsung-yue, Sodnam Doji, Migmar Trashi, Doji, Yonten |

## Dokumentation der Erstbesteigungen
Da Erstbesteigungen nachvollziehbar sein müssen, ist die Dokumentation entscheidend. Die Fotokamera ist heute das wichtigste Beweismittel für die Besteigung. Das Gipfelfoto gilt als das unerlässliche Zeichen für den Gipfelerfolg. Auch zurückgelassene Gegenstände können als Beweis dienen. So konnte der Eispickel von Hermann Buhl, der am Gipfel des Nanga Parbat zurückgelassen wurde, 1999 von einer japanischen Expedition gefunden werden. Eine weitere Möglichkeit der Dokumentation sind Aussagen von Zeugen. Erstbesteigungen sind insofern bemerkenswert, als teilweise jahrelange Vorbereitungen und eine gründliche Erkundung des Gebietes nötig sind. In vielen Fällen scheitern die ersten Versuche der Besteigung durch fehlende Erfahrungen bezüglich Wetter und Geländebeschaffenheit. Auch ist das Risiko für die Bergsteiger wesentlich höher als bei bekannten Gipfeln und Routen. Im Rahmen von Erstbesteigungen kam es auch immer wieder zu Intrigen und Aufschneiderei. So behauptete 1906 Frederick Cook, den Gipfel des Denali erreicht zu haben. Erst Jahre später konnten Fotos einer Expedition beweisen, dass Cook damals das Bild eines zwischen 4000 und 5000 Meter hoch gelegenen niedrigeren Gipfels als Beweisfoto vorlegte.